# Wapen van Abcoude-Proostdij

Het wapen van Abcoude-Proostdij

Het wapen van Abcoude-Proostdij werd op 22 oktober 1817 in gebruik genomen en in 1941 werd het wapen buiten gebruik gesteld. De gemeente ging in dat jaar samen met de gemeente Abcoude-Baambrugge. De gemeente ontstond in 1817 uit de oude gemeente Abcoude en samen met Abcoude Baambrugge vormden zij in 1941 ook weer diezelfde gemeente Abcoude. Het wapen is nooit officieel aan de gemeente toegekend.

## Geschiedenis
Het wapen van de voormalige gemeente Abcoude-Proostdij is afgeleid van het wapen van het kapittel van Sint Pieter in Utrecht. Het kapittel was de bezitter van de heerlijkheid Abcoude-Proostdij. Het wapen van de vroegere heerlijkheid had echter op het wapen gouden sleutels, de gemeente voerde zilveren sleutels. 
Het wapen werd al in de jaren 1700 gebruikt. Dit wapen vertoonde de twee gekruiste sleutels en het schild werd gedekt door een vijfbladige kroon. Op het zegel stond ook een randschrift, hierin viel te lezen dat het wapen van de schepenbank van de heerlijkheid Abcoude Sint Pieters was. 
Na opheffing van de gemeente werd het wapen opgenomen in de bovenste helft van het wapen van Abcoude.

## Blazoen
Het blazoen van het wapen luidde als volgt:
In azuur twee gekruiste sleutels van zilver.
Het schild was blauw van kleur met daarop twee zilveren gekruiste sleutels. Hoewel het schild van de heerlijkheid gekroond was, was dat van de gemeente niet gekroond.

## Overeenkomstige wapens
De volgende wapens hebben overeenkomsten met het wapen van Abcoude-Proostdij

Het wapen van Abcoude
Het wapen van Abcoude-Baambrugge is via het wapen van Abcoude verbonden
Het wapen van Breukelen-Sint Pieters

Abcoude
· Abcoude-Baambrugge
· Abcoude-Proostdij
· Achttienhoven
· Amerongen
· Benschop
· Breukelen
· Breukelen-Nijenrode
· Breukelen-Sint Pieters
· Bunnik
· Cothen
· Darthuizen
· De Vuursche
· Doorn
· Driebergen
· Driebergen-Rijsenburg
· Everdingen
· Haarzuilens
· Hagestein
· Harmelen
· Hoenkoop
· Hoogland
· Houten
· Indijk
· Jaarsveld
· Jutphaas
· Kamerik
· Kockengen
· Langbroek
· Leersum
· Linschoten
· Loenen
· Loenersloot
· Loosdrecht
· Maarn
· Maarssen
· Maarsseveen
· Maartensdijk
· Mijdrecht
· Nigtevecht
· Noord-Polsbroek
· Odijk
· Oudenrijn
· Polsbroek
· Rijsenburg
· Ruwiel
· Schalkwijk
· Snelrewaard
· Sterkenburg
· Stoutenburg
· Tienhoven
· Vianen 
· Vinkeveen
· Vinkeveen en Waverveen
· Vleuten
· Vleuten-De Meern
· Vreeland
· Vreeswijk
· Waarder
· Waverveen
· Werkhoven
· Westbroek
· Willeskop
· Willige Langerak
· Wilnis
· Zegveld
· Zuilen
· Zuid-Polsbroek